# Westfalen (schip, 1972)
De Westfalen is een veerboot van rederij AG Ems, die tussen de Eemshaven, Emden en Borkum ingezet wordt.

## Geschiedenis
Het schip werd in 1972 voor het eerst ingezet door AG Ems onder de naam Westfalen. Het oorspronkelijk 63 meter lange schip werd in 1980 verlengd en tot 1990 gebruikt voor de route Emden-Borkum. De drie jaar daarna tot 1993 werd het schip onder dezelfde naam ingezet in Rostock en tussen de plaatsen Kappeln en Sønderborg op de Oostzee. In 1993 keerde het schip terug naar de Eems op de oude route.
In 2006 werd het schip vernoemd naar het eiland Helgoland en gebruikt ter vervanging van het schip de Wilhelmshaven in de zomermaanden op de lijndienst tussen Wilhelmshaven en Helgoland. Na het seizoen van 2014 werd deze verbinding stopgezet. Sindsdien vaart het schip weer gedurende het gehele jaar naar Borkum, in eerste instantie als de tijdelijke vervanger van de in ombouw zijnde Ostfriesland in de winter 2014/2015. Sinds 2016 vaart het schip weer permanent als Westfalen tussen Emden, de Eemshaven en Borkum.